# Llista de topònims de Bovera
Llista de topònims (noms propis de lloc) del municipi de Bovera, a les Garrigues
Informació actualitzada per un bot. Els canvis manuals es perdran quan s'actualitzi!

## cabana
| imatge | Nom                      | Ubicat a | instància de | Detalls | coordenades                                                          | Protecció | Commons (més fotos) | Dades a WD                    |
| ------ | ------------------------ | -------- | ------------ | ------- | -------------------------------------------------------------------- | --------- | ------------------- | ----------------------------- |
|        | Era del Mano             | Bovera   | cabana       |         | 41° 18′ 31″ N, 0° 37′ 25″ E / 41.3085855944808°N,0.623603344854361°E |           |                     | Modifica les dades a Wikidata |
|        | era de Gatano            | Bovera   | cabana       |         | 41° 19′ 50″ N, 0° 38′ 58″ E / 41.3304736249443°N,0.649549455812649°E |           |                     | Modifica les dades a Wikidata |
|        | era de Ramon de l'Hostal | Bovera   | cabana       |         | 41° 18′ 11″ N, 0° 36′ 06″ E / 41.3030066907058°N,0.60172171645196°E  |           |                     | Modifica les dades a Wikidata |
|        | era de l'Agustí          | Bovera   | cabana       |         | 41° 19′ 30″ N, 0° 38′ 33″ E / 41.3250605048663°N,0.642503619529212°E |           |                     | Modifica les dades a Wikidata |
|        | era de l'Avelino         | Bovera   | cabana       |         | 41° 19′ 44″ N, 0° 38′ 58″ E / 41.3289032114374°N,0.649390852500215°E |           |                     | Modifica les dades a Wikidata |
|        | era de l'Esquerrers      | Bovera   | cabana       |         | 41° 19′ 33″ N, 0° 38′ 32″ E / 41.3258086819432°N,0.6420942977877°E   |           |                     | Modifica les dades a Wikidata |
|        | era de l'Hostal          | Bovera   | cabana       |         | 41° 19′ 27″ N, 0° 37′ 49″ E / 41.3240785903523°N,0.630220857322214°E |           |                     | Modifica les dades a Wikidata |
|        | era de la Cània          | Bovera   | cabana       |         | 41° 19′ 41″ N, 0° 38′ 04″ E / 41.328026836115°N,0.63431943988563°E   |           |                     | Modifica les dades a Wikidata |
|        | era de la Mariana        | Bovera   | cabana       |         | 41° 17′ 47″ N, 0° 35′ 51″ E / 41.2962536787262°N,0.597502678520874°E |           |                     | Modifica les dades a Wikidata |
|        | era del Capblanc         | Bovera   | cabana       |         | 41° 17′ 41″ N, 0° 37′ 25″ E / 41.2948575116344°N,0.623516753033803°E |           |                     | Modifica les dades a Wikidata |
|        | era del Dona             | Bovera   | cabana       |         | 41° 18′ 35″ N, 0° 38′ 47″ E / 41.3095935288041°N,0.646346104591742°E |           |                     | Modifica les dades a Wikidata |
|        | era del Femella          | Bovera   | cabana       |         | 41° 17′ 42″ N, 0° 36′ 17″ E / 41.2948912421726°N,0.604730088915255°E |           |                     | Modifica les dades a Wikidata |
|        | era del Llorenç          | Bovera   | cabana       |         | 41° 17′ 52″ N, 0° 37′ 43″ E / 41.2977631413217°N,0.628582531340047°E |           |                     | Modifica les dades a Wikidata |
|        | era del Mano             | Bovera   | cabana       |         | 41° 19′ 42″ N, 0° 38′ 37″ E / 41.3283537117679°N,0.643663344493408°E |           |                     | Modifica les dades a Wikidata |
|        | era del Masover          | Bovera   | cabana       |         | 41° 17′ 45″ N, 0° 36′ 02″ E / 41.2956951980964°N,0.600520764804941°E |           |                     | Modifica les dades a Wikidata |
|        | era del Nonito           | Bovera   | cabana       |         | 41° 18′ 03″ N, 0° 37′ 46″ E / 41.3008683557931°N,0.629353807086467°E |           |                     | Modifica les dades a Wikidata |
|        | era del Pau              | Bovera   | cabana       |         | 41° 18′ 35″ N, 0° 36′ 06″ E / 41.3096153184771°N,0.601610805627785°E |           |                     | Modifica les dades a Wikidata |
|        | era del Pauet Forner     | Bovera   | cabana       |         | 41° 19′ 12″ N, 0° 38′ 14″ E / 41.3200724909719°N,0.637319249391127°E |           |                     | Modifica les dades a Wikidata |
|        | era del Pere Ferrer      | Bovera   | cabana       |         | 41° 19′ 30″ N, 0° 41′ 19″ E / 41.3250767200642°N,0.688574544227638°E |           |                     | Modifica les dades a Wikidata |
|        | era del Perico           | Bovera   | cabana       |         | 41° 19′ 32″ N, 0° 38′ 34″ E / 41.3254361142535°N,0.642812671006196°E |           |                     | Modifica les dades a Wikidata |
|        | era del Pubill           | Bovera   | cabana       |         | 41° 19′ 34″ N, 0° 38′ 50″ E / 41.326066309673°N,0.647198819060107°E  |           |                     | Modifica les dades a Wikidata |
|        | era del Pujol            | Bovera   | cabana       |         | 41° 18′ 54″ N, 0° 38′ 15″ E / 41.314979188152°N,0.637539116312317°E  |           |                     | Modifica les dades a Wikidata |
|        | era del Ruer             | Bovera   | cabana       |         | 41° 19′ 16″ N, 0° 37′ 15″ E / 41.3211481727693°N,0.620900702663973°E |           |                     | Modifica les dades a Wikidata |
|        | era del Socorro          | Bovera   | cabana       |         | 41° 18′ 55″ N, 0° 39′ 15″ E / 41.3152204629723°N,0.654171429284921°E |           |                     | Modifica les dades a Wikidata |

## cova
| imatge | Nom                | Ubicat a | instància de | Detalls | coordenades                                                          | Protecció | Commons (més fotos) | Dades a WD                    |
| ------ | ------------------ | -------- | ------------ | ------- | -------------------------------------------------------------------- | --------- | ------------------- | ----------------------------- |
|        | cova de la Mariana | Bovera   | cova         |         | 41° 17′ 45″ N, 0° 35′ 50″ E / 41.2957342084053°N,0.597211243946536°E |           |                     | Modifica les dades a Wikidata |
|        | cova del Dona      | Bovera   | cova         |         | 41° 18′ 34″ N, 0° 38′ 52″ E / 41.309307818554°N,0.647789797734426°E  |           |                     | Modifica les dades a Wikidata |
|        | cova del Minguet   | Bovera   | cova         |         | 41° 17′ 42″ N, 0° 37′ 56″ E / 41.2950074212917°N,0.632097941096983°E |           |                     | Modifica les dades a Wikidata |
|        | cova del Seixa     | Bovera   | cova         |         | 41° 17′ 59″ N, 0° 35′ 39″ E / 41.2997427746221°N,0.594221535718706°E |           |                     | Modifica les dades a Wikidata |
|        | cova del Victorina | Bovera   | cova         |         | 41° 17′ 41″ N, 0° 36′ 23″ E / 41.2946460219239°N,0.606363227343304°E |           |                     | Modifica les dades a Wikidata |

## font
| imatge | Nom            | Ubicat a | instància de | Detalls | coordenades                                                          | Protecció | Commons (més fotos) | Dades a WD                    |
| ------ | -------------- | -------- | ------------ | ------- | -------------------------------------------------------------------- | --------- | ------------------- | ----------------------------- |
|        | font Salada    | Bovera   | font         |         | 41° 17′ 45″ N, 0° 36′ 31″ E / 41.2957024017895°N,0.608653387700361°E |           |                     | Modifica les dades a Wikidata |
|        | font del Perdó | Bovera   | font         |         | 41° 18′ 58″ N, 0° 38′ 28″ E / 41.3159777253109°N,0.640991364981806°E |           |                     | Modifica les dades a Wikidata |

## masia
| imatge | Nom                      | Ubicat a | instància de | Detalls                     | coordenades                                                                                    | Protecció                                  | Commons (més fotos) | Dades a WD                    |
| ------ | ------------------------ | -------- | ------------ | --------------------------- | ---------------------------------------------------------------------------------------------- | ------------------------------------------ | ------------------- | ----------------------------- |
|        | Era del Xeret            | Bovera   | masia        |                             | 41° 20′ 21″ N, 0° 38′ 37″ E / 41.3392134367295°N,0.643546611938328°E                           |                                            |                     | Modifica les dades a Wikidata |
|        | Mas de Butxaca           | Bovera   | masia        |                             | 41° 18′ 36″ N, 0° 40′ 59″ E / 41.309907536209°N,0.683114167023612°E                            |                                            |                     | Modifica les dades a Wikidata |
|        | Mas de Gatano            | Bovera   | masia        |                             | 41° 18′ 01″ N, 0° 36′ 14″ E / 41.3003497516426°N,0.603885321370042°E                           |                                            |                     | Modifica les dades a Wikidata |
|        | Mas de Miquel            | Bovera   | masia        |                             | 41° 18′ 40″ N, 0° 36′ 43″ E / 41.3111365740704°N,0.611959454398013°E                           |                                            |                     | Modifica les dades a Wikidata |
|        | Mas de Pinyol            | Bovera   | masia        |                             | 41° 19′ 58″ N, 0° 40′ 44″ E / 41.3328878601092°N,0.678846287544088°E                           |                                            |                     | Modifica les dades a Wikidata |
|        | Mas de Ramon de l'Hostal | Bovera   | masia        |                             | 41° 18′ 12″ N, 0° 36′ 05″ E / 41.303308207297°N,0.601495671894061°E                            |                                            |                     | Modifica les dades a Wikidata |
|        | Mas de Ruer              | Bovera   | masia        |                             | 41° 19′ 41″ N, 0° 37′ 33″ E / 41.328094670179°N,0.62575776197783°E                             |                                            |                     | Modifica les dades a Wikidata |
|        | Mas de l'Atxa            | Bovera   | masia        |                             | 41° 20′ 01″ N, 0° 40′ 28″ E / 41.3334906841255°N,0.674355742456181°E                           |                                            |                     | Modifica les dades a Wikidata |
|        | Mas de l'Elies           | Bovera   | masia        |                             | 41° 20′ 15″ N, 0° 38′ 53″ E / 41.337560671704°N,0.64811910667975°E                             |                                            |                     | Modifica les dades a Wikidata |
|        | Mas de l'Isidre          | Bovera   | masia        |                             | 41° 20′ 30″ N, 0° 38′ 16″ E / 41.3416148996734°N,0.637675710606961°E                           |                                            |                     | Modifica les dades a Wikidata |
|        | Mas de la Pubilla        | Bovera   | masia        |                             | 41° 18′ 21″ N, 0° 39′ 20″ E / 41.3058087014835°N,0.655512302521103°E                           |                                            |                     | Modifica les dades a Wikidata |
|        | Mas de la Rossa          | Bovera   | masia        |                             | 41° 18′ 13″ N, 0° 37′ 59″ E / 41.30368611°N,0.63305°E                                          |                                            |                     | Modifica les dades a Wikidata |
|        | Mas del Benito           | Bovera   | masia        |                             | 41° 19′ 59″ N, 0° 39′ 40″ E / 41.3329448955069°N,0.661206872506207°E                           |                                            |                     | Modifica les dades a Wikidata |
|        | Mas del Bernat Beà       | Bovera   | masia        |                             | 41° 20′ 15″ N, 0° 38′ 36″ E / 41.3375430410086°N,0.643343946660815°E                           |                                            |                     | Modifica les dades a Wikidata |
|        | Mas del Capblanc         | Bovera   | masia        |                             | 41° 17′ 41″ N, 0° 37′ 24″ E / 41.294721079505°N,0.62338632073219°E                             |                                            |                     | Modifica les dades a Wikidata |
|        | Mas del Dona             | Bovera   | masia        |                             | 41° 18′ 35″ N, 0° 38′ 47″ E / 41.3098280207828°N,0.646361556832074°E                           |                                            |                     | Modifica les dades a Wikidata |
|        | Mas del Fatxenda         | Bovera   | masia        |                             | 41° 18′ 50″ N, 0° 36′ 35″ E / 41.3139154418564°N,0.609588261205104°E                           |                                            |                     | Modifica les dades a Wikidata |
|        | Mas del Femella          | Bovera   | masia        |                             | 41° 17′ 43″ N, 0° 36′ 17″ E / 41.2951604935068°N,0.604684406153421°E                           |                                            |                     | Modifica les dades a Wikidata |
|        | Mas del França           | Bovera   | masia        |                             | 41° 20′ 04″ N, 0° 39′ 41″ E / 41.3345775725289°N,0.661327688176948°E                           |                                            |                     | Modifica les dades a Wikidata |
|        | Mas del Llorenç          | Bovera   | masia        |                             | 41° 17′ 51″ N, 0° 37′ 43″ E / 41.297601878519°N,0.628624204516394°E                            |                                            |                     | Modifica les dades a Wikidata |
|        | Mas del Llurba           | Bovera   | masia        |                             | 41° 20′ 03″ N, 0° 37′ 52″ E / 41.3341189589564°N,0.630992016020904°E                           |                                            |                     | Modifica les dades a Wikidata |
|        | Mas del Maciano          | Bovera   | masia        |                             | 41° 18′ 25″ N, 0° 39′ 36″ E / 41.30686111°N,0.66009722°E                                       |                                            |                     | Modifica les dades a Wikidata |
|        | Mas del Masover          | Bovera   | masia        |                             | 41° 17′ 45″ N, 0° 36′ 02″ E / 41.2959201945993°N,0.60051251458023°E                            |                                            |                     | Modifica les dades a Wikidata |
|        | Mas del Massot           | Bovera   | masia        |                             | 41° 18′ 44″ N, 0° 40′ 46″ E / 41.3123017006723°N,0.679457595245242°E                           |                                            |                     | Modifica les dades a Wikidata |
|        | Mas del Mixarra          | Bovera   | masia        |                             | 41° 20′ 07″ N, 0° 38′ 29″ E / 41.3354058878142°N,0.641461242476713°E                           |                                            |                     | Modifica les dades a Wikidata |
|        | Mas del Pau              | Bovera   | masia        |                             | 41° 20′ 07″ N, 0° 37′ 51″ E / 41.3353242210186°N,0.630912473212694°E                           |                                            |                     | Modifica les dades a Wikidata |
|        | Mas del Pep del Carlos   | Bovera   | masia        |                             | 41° 18′ 23″ N, 0° 36′ 18″ E / 41.3064904873539°N,0.605093741370994°E                           |                                            |                     | Modifica les dades a Wikidata |
|        | Mas del Perdó            | Bovera   | masia        |                             | 41° 18′ 58″ N, 0° 38′ 25″ E / 41.3160712819382°N,0.640283156459248°E                           |                                            |                     | Modifica les dades a Wikidata |
|        | Mas del Ponyet           | Bovera   | masia        |                             | 41° 20′ 18″ N, 0° 38′ 05″ E / 41.338305279128°N,0.634843622781982°E                            |                                            |                     | Modifica les dades a Wikidata |
|        | Mas del Portal           | Bovera   | masia        |                             | 41° 20′ 08″ N, 0° 38′ 51″ E / 41.3355636597432°N,0.647406599367006°E                           |                                            |                     | Modifica les dades a Wikidata |
|        | Mas del Pubill           | Bovera   | masia        |                             | 41° 19′ 33″ N, 0° 38′ 50″ E / 41.325836223832°N,0.64734618753713°E                             |                                            |                     | Modifica les dades a Wikidata |
|        | Mas del Ramundet         | Bovera   | masia        |                             | 41° 18′ 47″ N, 0° 36′ 27″ E / 41.3131592893637°N,0.60744177155478°E                            |                                            |                     | Modifica les dades a Wikidata |
|        | Mas del Roio             | Bovera   | masia        |                             | 41° 19′ 06″ N, 0° 39′ 08″ E / 41.318305045289°N,0.652173183723619°E                            |                                            |                     | Modifica les dades a Wikidata |
|        | Mas del Roser            | Bovera   | masia        |                             | 41° 19′ 13″ N, 0° 37′ 05″ E / 41.3202358662607°N,0.618162179807009°E                           |                                            |                     | Modifica les dades a Wikidata |
|        | Mas del Senyor           | Bovera   | masia        | Estil: arquitectura popular | 41° 18′ 41″ N, 0° 36′ 10″ E / 41.3115°N,0.60267°E ca:Trencall a la ctra. C-233 a Flix, km 12,3 | bé integrant del patrimoni cultural català |                     | Modifica les dades a Wikidata |
|        | Mas del Valentí          | Bovera   | masia        |                             | 41° 17′ 42″ N, 0° 36′ 00″ E / 41.2950690195736°N,0.599863005825567°E                           |                                            |                     | Modifica les dades a Wikidata |
|        | Mas del Vidal            | Bovera   | masia        |                             | 41° 20′ 13″ N, 0° 38′ 52″ E / 41.3369132221734°N,0.647776266963943°E                           |                                            |                     | Modifica les dades a Wikidata |
|        | Maset del Dona           | Bovera   | masia        |                             | 41° 20′ 18″ N, 0° 38′ 47″ E / 41.338237590564°N,0.646473800077896°E                            |                                            |                     | Modifica les dades a Wikidata |
|        | la Casilla               | Bovera   | masia        |                             | 41° 18′ 28″ N, 0° 36′ 32″ E / 41.3079136450002°N,0.608995363802177°E                           |                                            |                     | Modifica les dades a Wikidata |

## Misc
| imatge | Nom                         | Ubicat a                              | instància de                                   | Detalls                                      | coordenades                                                                                               | Protecció                                  | Commons (més fotos)  | Dades a WD                    |
| ------ | --------------------------- | ------------------------------------- | ---------------------------------------------- | -------------------------------------------- | --- | ------------------------------------------ | -------------------- | ----------------------------- |
|        | Bovera                      | Bovera                                | entitat singular de població capital municipal | 253 hab                                      | 41° 19′ 38″ N, 0° 38′ 14″ E / 41.32727248°N,0.63722385°E 292 msnm                                         |                                            |                      | Modifica les dades a Wikidata |
|        | Granges del Sastre          | Bovera                                | granja                                         |                                              | 41° 19′ 39″ N, 0° 37′ 59″ E / 41.3274902577222°N,0.6331918120175°E                                        |                                            |                      | Modifica les dades a Wikidata |
|        | Punta del Cortana           | Bovera                                | muntanya                                       |                                              | 41° 17′ 38″ N, 0° 37′ 39″ E / 41.29400833°N,0.62756111°E 266.8 msnm                                       |                                            |                      | Modifica les dades a Wikidata |
|        | Sant Josep de Bovera        | Bovera                                | església                                       | Estil: arquitectura neoclàssica              | 41° 19′ 35″ N, 0° 38′ 21″ E / 41.32629°N,0.63908°E                                                        | bé integrant del patrimoni cultural català | Sant Josep de Bovera | Modifica les dades a Wikidata |
|        | Xalet de Cal Vila           | Bovera                                | casa                                           | Estil: noucentisme                           | 41° 19′ 36″ N, 0° 38′ 14″ E / 41.32671°N,0.63714°E                                                        | bé integrant del patrimoni cultural català |                      | Modifica les dades a Wikidata |
|        | casa consistorial de Bovera | Bovera                                | casa consistorial                              |                                              | 41° 19′ 36″ N, 0° 38′ 18″ E / 41.326576°N,0.6382838°E                                                     |                                            |                      | Modifica les dades a Wikidata |
|        | olivera de l'Amado          | Bovera                                | arbre singular cultivar de l'olivera           | Taxon: olivera (Olea europaea)               | 41° 18′ 47″ N, 0° 37′ 37″ E / 41.313158290279496°N,0.6269149135415469°E                                   |                                            |                      | Modifica les dades a Wikidata |
|        | riu de la Cana              | Bellaguarda la Granadella Bovera Flix | curs d'aigua                                   | Desemboca: Ebre Llarg: 20.5km Conca: 81.1km² | 41° 19′ 24″ N, 0° 44′ 41″ E / 41.323411°N,0.744755°E 41° 14′ 45″ N, 0° 33′ 29″ E / 41.245857°N,0.558094°E |                                            | Cana River           | Modifica les dades a Wikidata |
|        | serra de Matalescabres      | Bovera la Granadella                  | serra                                          |                                              | 41° 19′ 39″ N, 0° 36′ 32″ E / 41.32743333°N,0.60895°E 427.7 msnm                                          |                                            |                      | Modifica les dades a Wikidata |